# Sielec (rejon miński)
Sielec (biał. Сялец, ros. Селец) – wieś na Białorusi, w obwodzie mińskim, w rejonie mińskim, w sielsowiecie Łoszany.
Nieopodal wsi znajdowały się dwa dwory i folwarki: Sielec Nowy i Sielec Stary. W czasach Rzeczypospolitej ziemie te leżały w województwie mińskim. Odpadły od Polski w wyniku II rozbioru. W granicach Rosji wieś należała do ujezdu mińskiego w guberni mińskiej. Ponownie pod polską administracją w latach 1919–1920 w okręgu mińskim Zarządu Cywilnego Ziem Wschodnich.